# Collezione Orleans

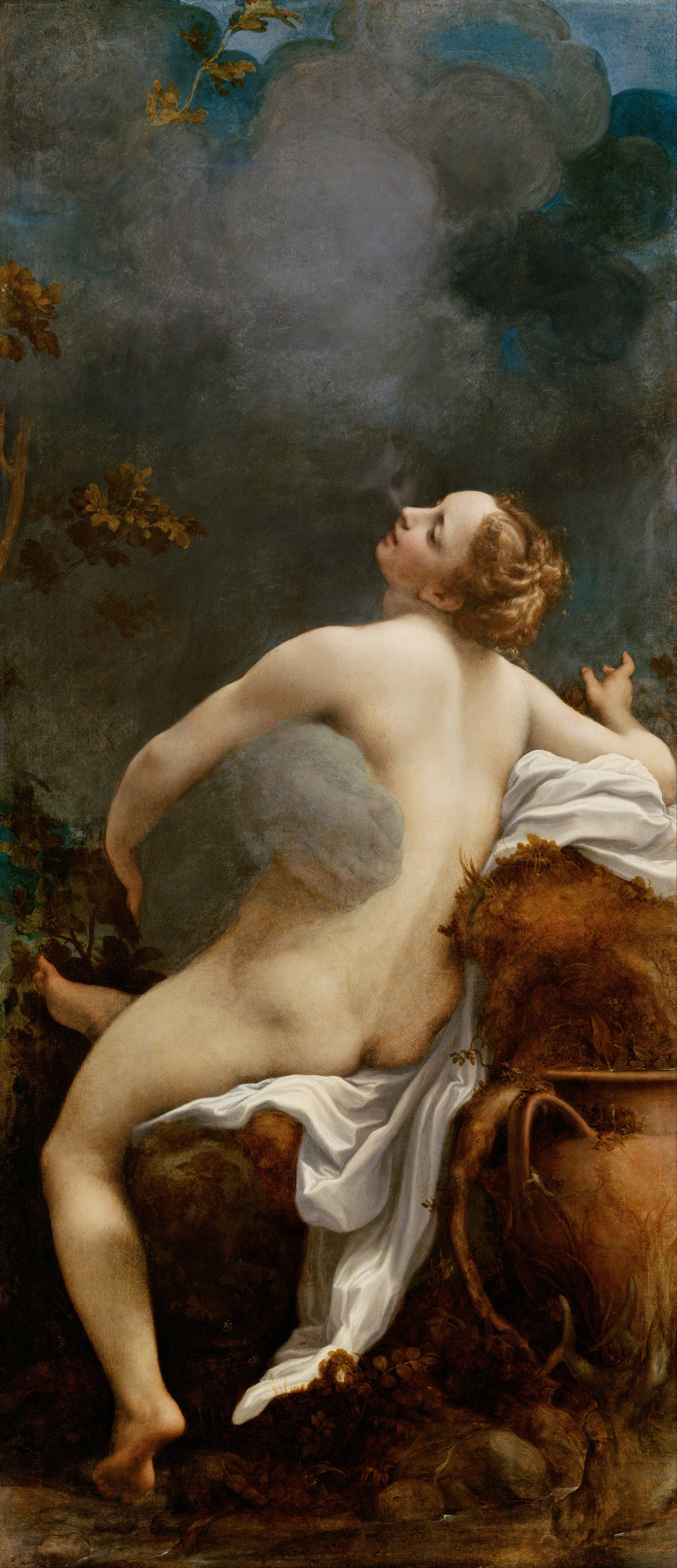
Giove e Io del Correggio, uno dei dipinti più famosi a lasciare la Collezione Orleans prima della Rivoluzione Francese. (Kunsthistorisches Museum, Vienna)

La Collezione Orleans fu un'importante collezione di più di 500 dipinti costituita originariamente da Filippo, duca d'Orléans, fratello di re Luigi XIV di Francia, che pensò di investire in arte gran parte dei propri guadagni. Venne espansa notevolmente grazie al personale interessamento Filippo II, duca d'Orléans, tra il 1700 ed il 1723 con l'acquisizione di ulteriori dipinti provenienti da altre collezioni europee. Essa è la più grande collezione d'arte occidentale, in particolare italiana, mai assemblata in mano a privati e probabilmente una delle più famose a livello internazionale, aiutata in questo dal fatto che sin dalla sua costituzione la collezione venne resa accessibile al pubblico.
Il primo nucleo di quella che divenne in seguito la Collezione Orléans era costituito da 123 dipinti provenienti dalla collezione personale della regina Cristina di Svezia e facevano parte del bottino di guerra saccheggiato dalle truppe svedesi a Monaco di Baviera nel 1632 ed a Praga nel 1648 durante la Guerra dei Trent'anni. Tali dipinti vennero in seguito acquistati da Filippo, duca d'Orléans. Dopo la Rivoluzione Francese la collezione venne venduta da Luigi Filippo d'Orléans, Philippe Égalité, e gran parte della stessa venne acquistata da una cordata di aristocratici collezionisti inglesi guidati da Francis Egerton, III duca di Bridgewater. Il grosso della collezione andò disperso, ma un gruppo significativo di dipinto rimase intatto, passando in eredità. Nel Lascito Sutherland o Lascito Bridgewater sono incluse sedici opere provenienti dalla Collezione Orleans, oggi nella National Gallery of Scotland, mentre un'altra opera si trova a Castle Howard, nello Yorkshire. Venticinque dipinti si trovano oggi alla National Gallery di Londra, giunti per vie differenti.
La collezione riveste una notevole importanza per la storia del collezionismo mondiale nonché dell'apertura al pubblico dei musei ante litteram.

## Prima della "Collezione Orleans": l'imperatore Rodolfo e la regina Cristina

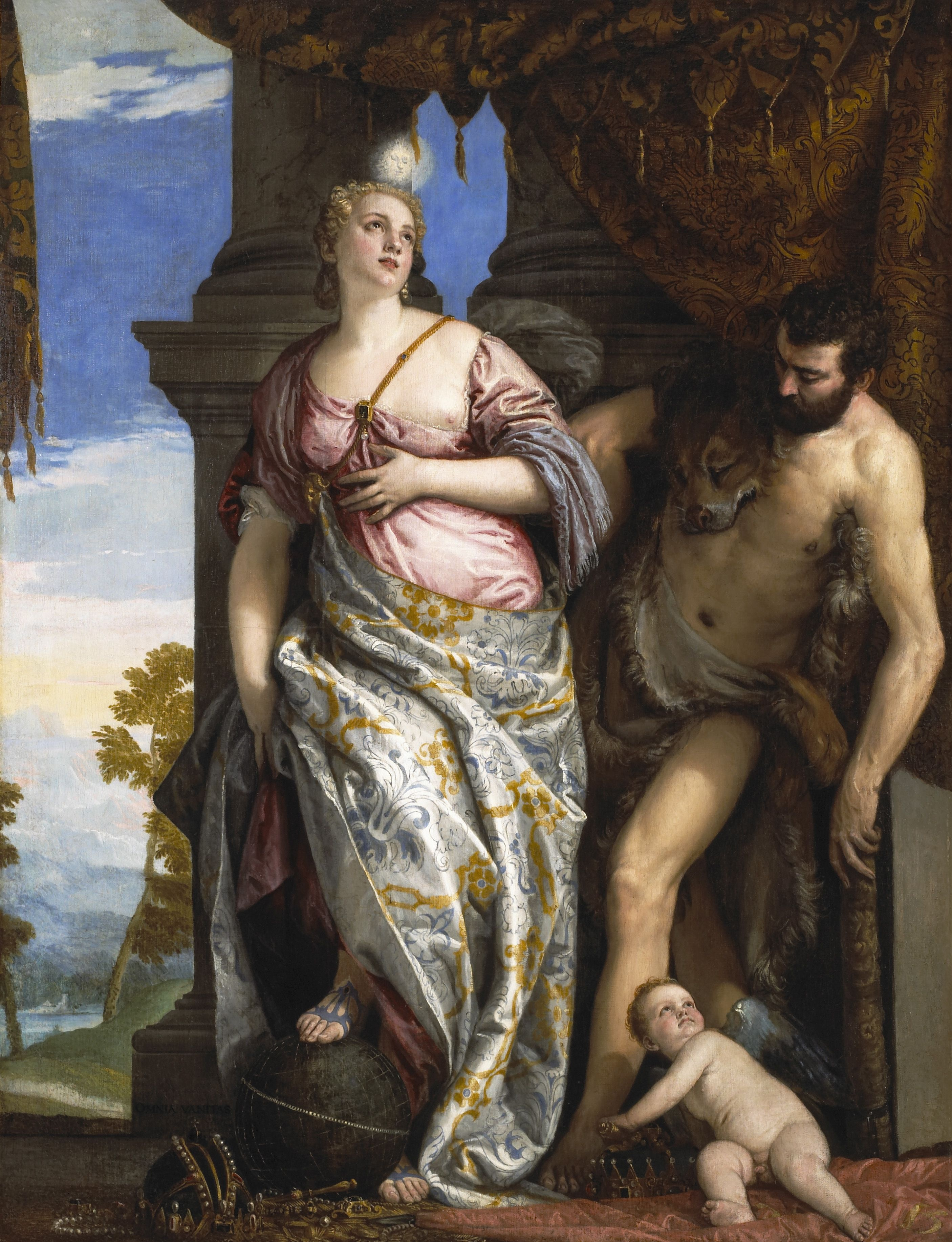
Allegoria della Saggezza e della Forza (c. 1580) di Paolo Veronese, originariamente dipinta per Rodolfo II del Sacro Romano Impero, ed oggi parte della Frick Collection di New York.

I dipinti saccheggiati dal Castello di Praga erano stati a suo tempo ivi ammassati dal collezionista ossessivo, Rodolfo II del Sacro Romano Impero (1552–1612), che a sua volta aveva tratto gran parte di questi dipinti dall'acquisto da lui fatto della collezione del cardinale Granvelle (1517-86), ministro dell'imperatore Carlo V, costringendo de facto il nipote del cardinale a venderglieli. Granvelle era stato "il più grande collezionista d'arte privato del suo tempo, amico e patrono di Tiziano e Leoni e altri artisti", incluso il suo protégé Antonis Mor. Gli svedesi prelevarono argutamente solo la créme de la créme della collezione degli Asburgo, opere che ora sono esposte a Vienna, Madrid e Praga.
Gran parte del bottino rimase in Svezia anche dopo la partenza di Cristina per l'esilio: portò con sé solo 70-80 dipinti tra cui 25 ritratti della sua famiglia e 50 opere di artisti (in gran parte italiani) provenienti da Praga, oltre a statue, gioielli, 72 arazzi e varie altre opere d'arte. La regina presumeva che le collezioni reali sarebbero state reclamate di diritto dal suo successore e prudentemente inviò le opere ad Anversa a bordo di una nave prima di abdicare.
Cristina espanse notevolmente la sua collezione durante il suo esilio a Roma, ad esempio aggiungendo cinque piccole tavole della predella di Raffaello proveniente dalla Pala Colonna, tra cui l'Agonia nel Giardino oggi riunita al pannello principale ed esposta a New York, comprata in un convento presso Roma. Ottenne la Morte di Acteonte del Tiziano dal più grande collezionista del suo tempo, l'arciduca Leopoldo Guglielmo d'Austria, viceré a Bruxelles, come parte dei molti beni che ricevette dopo la sua conversione al cattolicesimo, e fece a sua volta doni importanti come i pannelli Adamo ed Eva di Albrecht Dürer donati a Filippo IV di Spagna (oggi al Prado).
Alla sua morte lasciò i dipinti della sua collezione al cardinale Decio Azzolino juniore, il quale morì anch'egli nello stesso anno, lasciando la sua collezione a suo nipote, il quale a sua volta la vendette a don Livio Odescalchi, comandante dell'esercito pontificio, e consisteva all'epoca in 275 dipinti, 140 dei quali italiani. L'anno della morte dell'Odescalchi nel 1713, i suoi eredi iniziarono a proporre dei negoziati col grande conoscitore e collezionista d'arte francese Pierre Crozat, il quale svolgeva da intermediario nella trattativa per conto di Filippo II, duca d'Orléans. La vendita venne conclusa con la spedizione dei dipinti nel 1721. Gli esperti francesi conclusero che alcuni dipinti erano stati danneggiati dalla regina Cristina che li aveva fatti tagliare per adattarli ai suoi soffitti, e pertanto diedero ordine di restaurarli per quanto possibile, in particolare le opere del Correggio, per cui venne incaricato il restauratore e pittore Carlo Maratti.

## I passaggi di proprietà della collezione sino ai duchi di Orleans

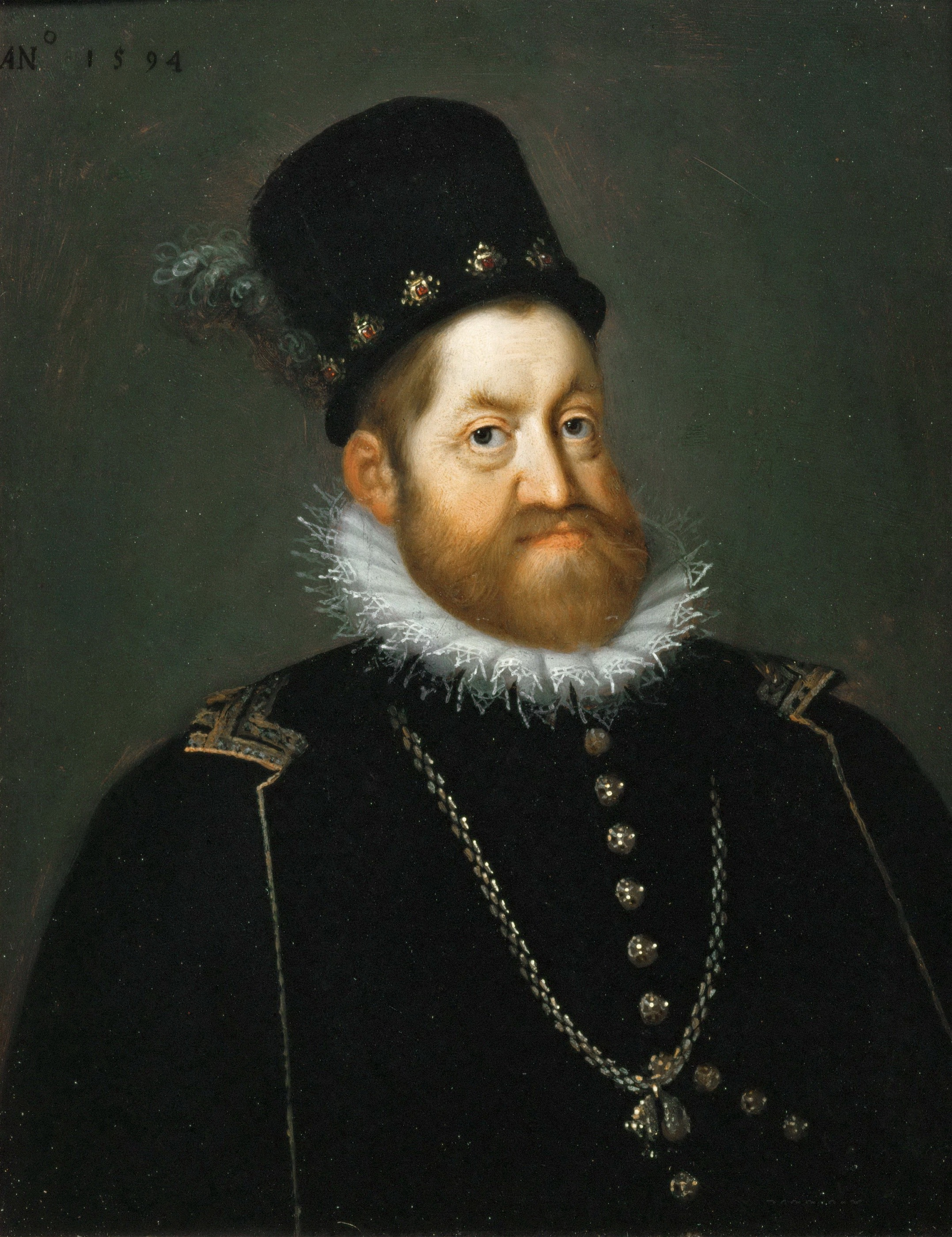
Rodolfo II del Sacro Romano Impero, 1552-1612, radunò le prime opere della futura collezione
Cristina di Svezia, 1626-1689, dal sacco di Praga portò a Stoccolma gran parte della collezione
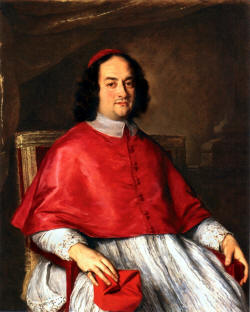
Il cardinale Decio Azzolini juniore, 1623-1689, ereditò dalla regina Cristina di Svezia la collezione
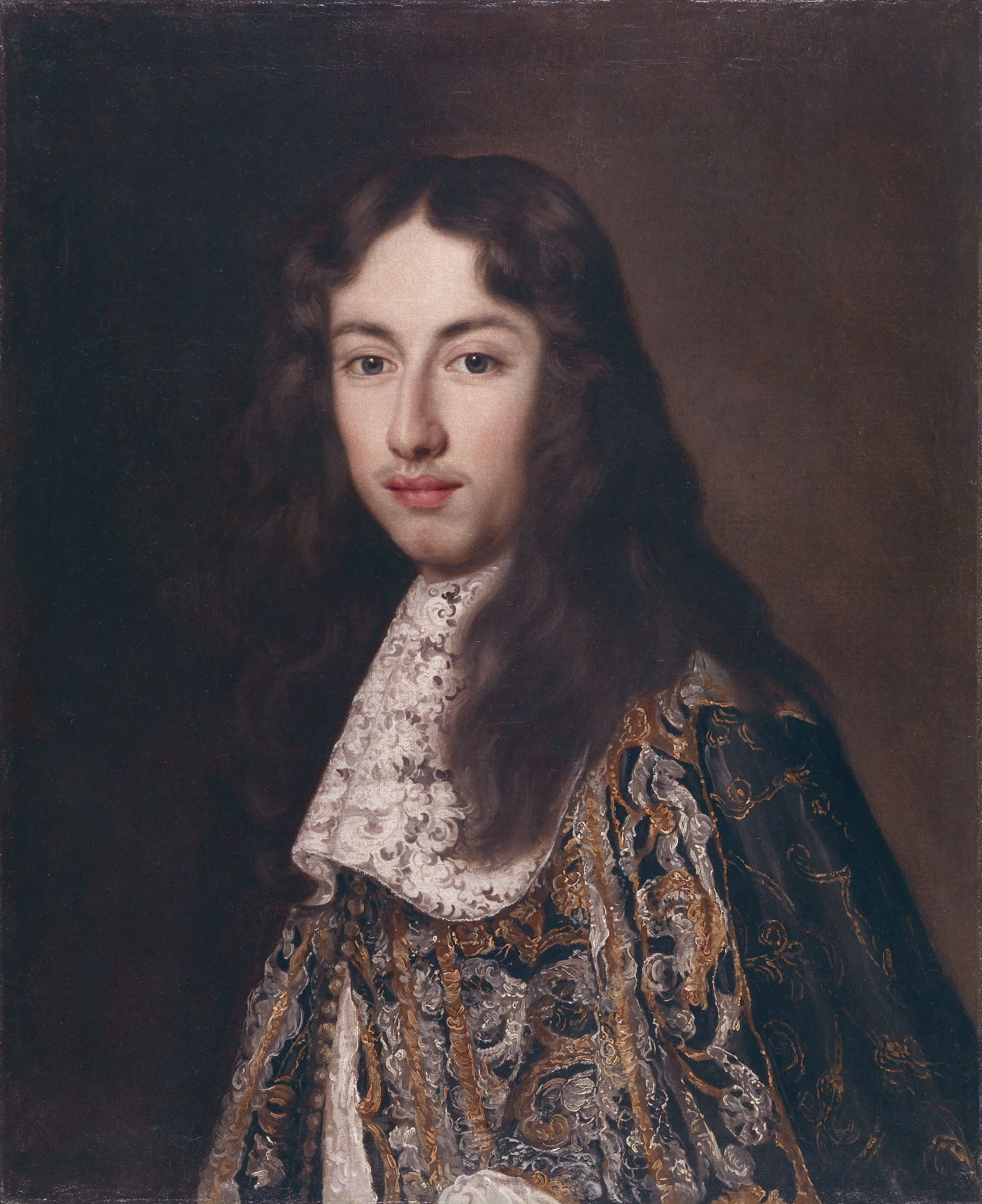
Livio Odescalchi, 1655-1713, capitano dell'esercito pontificio e nipote di papa Innocenzo XI, acquistò la collezione dagli eredi del cardinale Azzolini
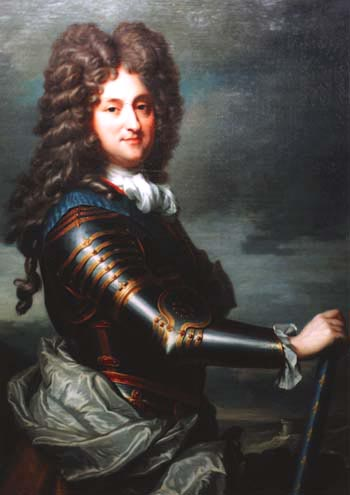
Filippo II, duca d'Orléans, 1674-1723, reggente di Francia, che assemblò con i lasciti del padre il primo nucleo della "Collezione Orleans" acquistando i dipinti dagli eredi Odescalchi

## La collezione a Parigi

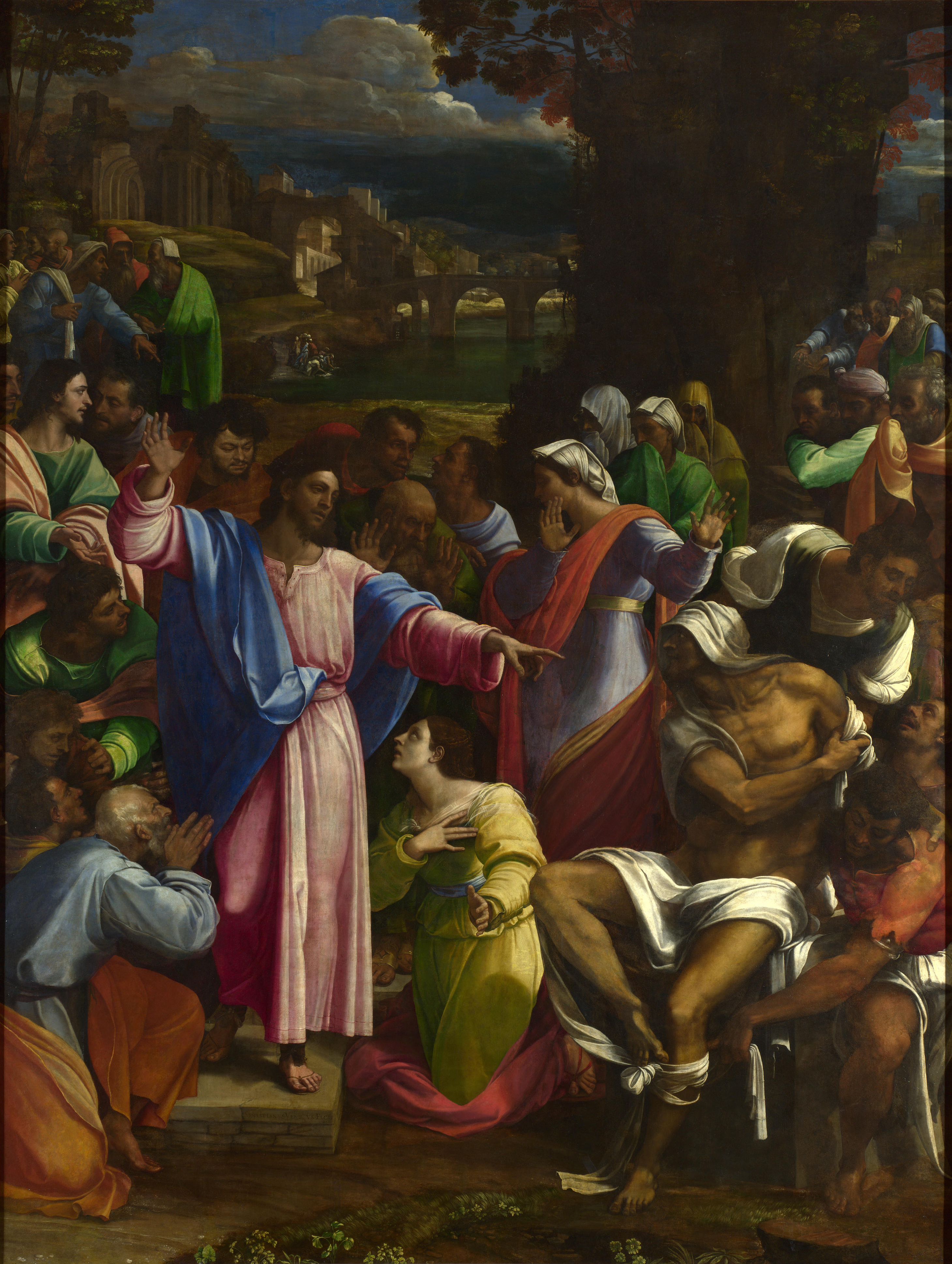
La Risurrezione di Lazzaro di Sebastiano del Piombo, estratta da Filippo dalla Cattedrale di Narbona e successivamente la prima opera ad entrare nel catalogo della National Gallery di Londra, indicata col codice "NG1"

La Collezione Orleans assemblata in tal modo, venne esposta nella magnifica residenza del Palais-Royal, la sede parigina dei duchi d'Orléans. Solo 15 opere nel primo catalogo edito nel 1727 erano state ereditate da Filippo II da suo padre, Filippo di Francia, duca d'Orléans, Monsieur (1640–1701), fratello di Luigi XIV; la "collection" venne per la prima volta catalogata perché fosse esposta al pubblico all'interno dello stesso Palais-Royal. Egli ereditò anche una collezione piccola ma di qualità da Enrichetta Anna Stuart, prima moglie di suo padre, nel 1701, e dal Chevalier de Lorraine (amante di suo padre) nel 1702.
Secondo lo studioso Reitlinger, la fase più attiva di collezionismo iniziò nel 1715 circa, l'anno in cui il duca divenne reggente alla morte di suo zio Luigi XIV per conto del giovane Luigi XV. Con questa sua nuova posizione, egli poté dare una svolta importante ai negoziati acquistando anche tre delle sette "poesie" del Tiziano a stampa che ora si trovano a Boston e che vennero vendute da Filippo V di Spagna all'ambasciatore francese, il duca di Gramont, che a sua volta le presentò al Reggente.
La collezione della regina Cristina giunse a Filippo poco prima della sua morte assieme ad altre opere portate in Francia come ad esempio Risurrezione di Lazzaro di Sebastiano del Piombo, oltre ad opere provenienti dai Paesi Bassi e dall'Italia, oltre ai Sette Sacramenti di Nicolas Poussin, comprati dalla collezione olandese del cardinale Dubois nel 1716. Altre fonti citano tra le collezioni da cui il duca attinse opere anche gli eredi dei cardinali Richelieu e Mazzarino, oltre ad un gruppo importante ricavato dalla collezione dell'erede di Jean-Baptiste Colbert, il marchese di Seignelay, ed altre opere dai duchi di Noailles, Gramont, Vendôme e altri collezionisti francesi.
I dipinti vennero esposti in due grandi gallerie che correvano fianco a fianco della biblioteca del palazzo nell'ala ovest del palazzo, coi dipinti olandesi e fiamminghi (di più ridotte dimensioni) in stanze più piccole. Gli ambienti mantennero in toto anche il ricco mobilio, le porcellane e le decorazioni murarie predisposte dal padre di Filippo II, al punto che un visitatore del 1765 disse che era "impossibile immaginare qualcosa di più ricco o decorato con miglior gusto artistico". Alcune modifiche vennero realizzate per meglio predisporre la vista dei dipinti con la realizzazione della Galerie à la Lanterne, con la realizzazione di una cupola a vetri per lasciar filtrare la luce solare dall'alto. Per gran parte del XVIII secolo era tutto sommato semplice poter visitare la collezione, e molte persone lo fecero, aiutate in questo dal catalogo a stampa realizzato nel 1727 e ristampato nel 1737 col titolo Description des Tableaux du Palais Royal. La collezione aveva raggiunto un numero totale di 495 dipinti con nuovi acquisti.

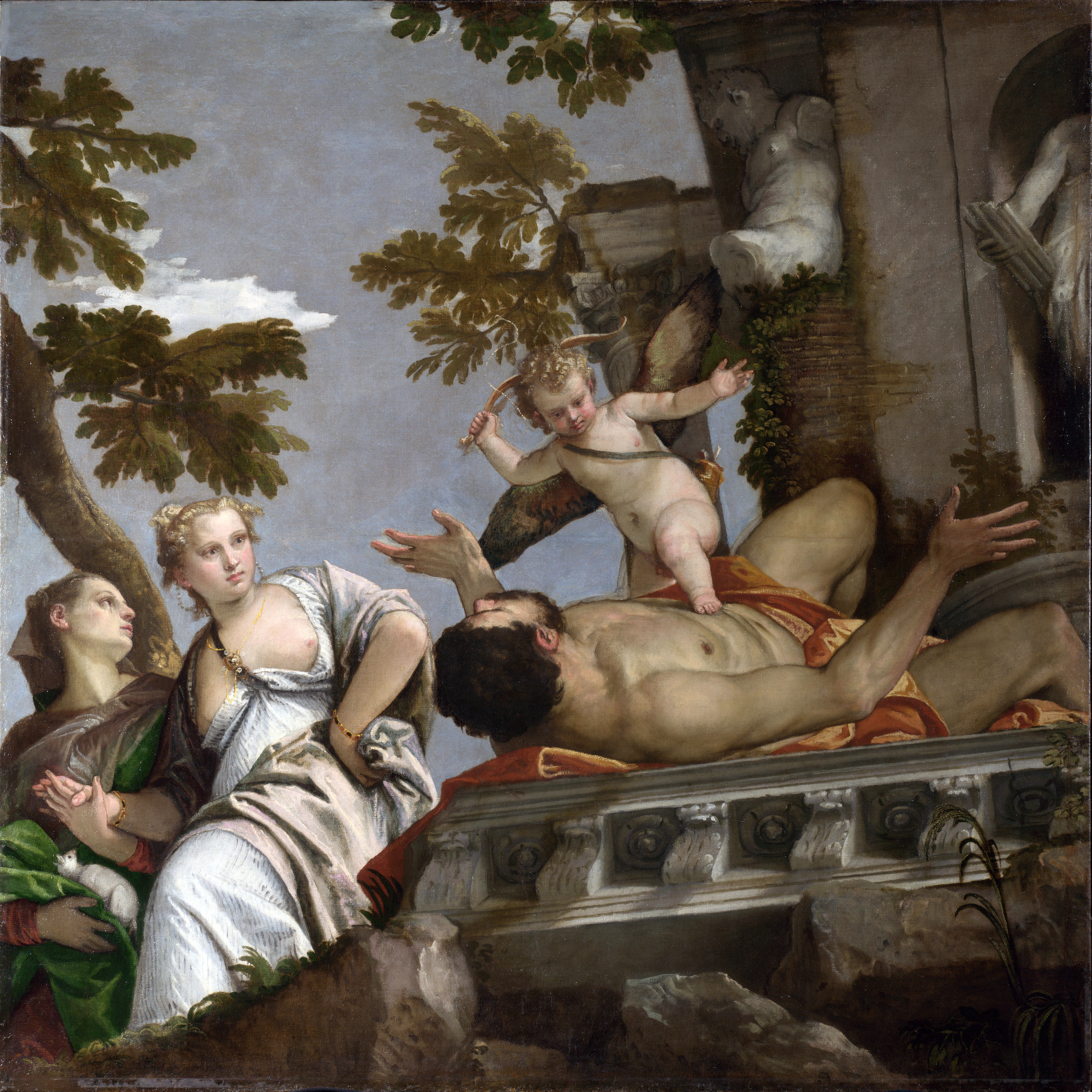
Il Disprezzo di Paolo Veronese, una delle quattro Allegorie dell'Amore, c. 1575. La serie venne riportata per la prima volta nella collezione dell'Imperatore a Praga nel 1637, per poi passare in Svezia e quindi confluire nella Collezione Orleans. Venne venduta in asta nel 1800 a Londra al Conte di Darnley, i cui eredi la vendettero alla National Gallery di Londra nel 1890.

I dipinti erano presentati alle pareti non per "scuole" né per soggetto, ma erano semplicemente disposti per massimizzare la loro giustapposizione, come del resto aveva fatto Pierre Crozat per la sua grande collezione privata ospitata nel suo hôtel parigino; anche se la commistione di soggetti pagani e religiosi sul medesimo muro spesso venne disapprovata da molti visitatori. La collezione comprendeva in particolare dipinti italiani dell'Alto e Basso Rinascimento, in particolare opere veneziane. La collezione includeva non meno di cinque poesie dipinte per Filippo II di Spagna, di cui due si trovano oggi a Edimburgo ed a Londra, due a Londra (Wallace Collection e National Gallery), ed una a Boston. Una serie di quattro allegorie mitologiche del Veronese sono divise oggi tra il Fitzwilliam Museum di Cambridge, la Frick Collection ed il Metropolitan Museum di New York. Un'altra serie del Veronese, le quattro Allegorie dell'Amore oggi alla National Gallery, erano appese come sovraporta nel salone centrale, che ospitava anche le serie principali del Veronese, oltre a tre poesie del Tiziano ed alcuni Correggio.
La collezione includeva 28 Tiziano (secondo le attribuzioni contemporanee), molte delle quali oggi ritenute tra le sue opere migliori, 12 Raffaello, 16 Guido Reni, 16 Veronese, 12 Tintoretto, 25 dipinti di Annibale Carracci e 7 di Lodovico Carracci, 3 tra le maggiori opere del Correggio e più di 10 a lui attribuibili, oltre a 3 Caravaggio. Attribuzioni un tempo date per certe ed oggi non più accettate si riferiscono anche a 2 Michelangelo e 3 Leonardo. Vi erano anche alcune opere del XV secolo ed un'opera di Giovanni Bellini. La collezione rifletteva sostanzialmente anche la grande confusione generale dell'epoca in fatto di attribuzioni d'arte come nel caso di pregevoli opere del Velázquez che vennero erroneamente attribuite a Orazio Gentileschi.

Rembrandt, Il Mulino, 1645-48, uno dei più famosi paesaggi della collezione, oggi ospitato alla National Gallery of Art, Washington.

Le opere francesi, di cui il catalogo riportava solo un gruppo ristretto, includevano il set dei Sette Sacramenti e altre cinque opere di Nicolas Poussin. Vi erano anche opere di Philippe de Champaigne oggi nella Wallace Collection ed al Metropolitan Museum, e di Eustache Le Sueur che sino al 1997 si trovavano al Naval & Military Club e che oggi si trovano alla National Gallery. Le opere fiamminghe erano dominate da Rubens con 19 dipinti, tra cui un gruppo di 12 studi oggi in gran parte dispersi, van Dyck con 10 opere e David Teniers con 9. I dipinti olandesi includevano 6 Rembrandt, 7 opere di Caspar Netscher (ora nella Wallace Collection) e 3 di Frans van Mieris (ora alla National Gallery). Vi erano anche 3 Gerrit Dou e 4 Wouwerman.
Il figlio di Filippo, Luigi d'Orleans, pio e nevrotico nel contempo, attaccò personalmente con un pugnale una delle opere più famose della collezione, la Leda e il Cigno del Correggio oggi esposta a Berlino, ed ordinò al pittore Charles-Antoine Coypel di tagliare tre delle grandi tele del Correggio a soggetto mitologico in presenza del suo cappellano, cosa che Coypel fece, ma recuperò nel contempo i pezzi e li riassemblò. La Leda passò a Federico il Grande di Prussia, la Danae a Venezia, dove venne rubata e poi venduta al console inglese a Livorno, e Giove e Io passò alla collezione imperiale di Vienna. Molti dipinti fiamminghi vennero venduti nel corso di un'asta a Parigi nel giugno del 1727.
All'inizio del 1785, una serie di 352 incisioni dei dipinti vennero pubblicate, sino al periodo del Terrore quando il progetto venne abbandonato in quanto le opere stesse vennero vendute. Esse vennero pubblicate infine in forma di libro nel 1806. Già in passato però vi erano state delle stampe relative ad alcune opere d'arte; i Sette Sacramenti ad esempio erano popolari tra le classi della borghesia parigina dei primi anni del XVIII secolo.

## Le aggiunte dalle collezioni Gonzaga e di Carlo I d'Inghilterra
Tra le collezioni più famose le cui opere entrarono col tempo a far parte della Collezione Orleans si possono citare quella dei Gonzaga di Mantova con quelle particolari di Francesco II Gonzaga (1466–1519) e di suo figlio Federico II (1500–1540). Tra i loro artisti di corte ricordiamo Mantegna e Giulio Romano, e loro stessi commissionarono opere direttamente a Tiziano, Raffaello, Correggio ed altri artisti dell'epoca, alcune delle quali date poi in dono a Carlo V del Sacro Romano Impero, di cui Mantova era a tutti gli effetti uno Stato clientelare. Il più importante di questi doni è certamente composto dai lavori mitologici del Correggio, poi mutilati a Parigi. Dall'inizio del XVIII secolo, la dinastia dei Gonzaga di Mantova era ormai entrata in un declino definitivo e gran parte della loro collezione venne acquistata da re Carlo I d'Inghilterra nel 1625-27. Carlo acquistò contemporaneamente anche dei cartoni di opere di Raffaello e volumi di disegni di Leonardo da Vinci, oltre a commissionare proprie opere a Rubens e van Dyck. Questa collezione di dipinti, che era una delle migliori fuori dall'Italia, venne divisa e venduta dopo la sua esecuzione nel 1649 dal governo del Commonwealth d'Inghilterra. Nel frattempo, tre anni dopo la morte di Carlo, Mantova venne saccheggiata dalle truppe imperiali che sequestrarono alcune opere d'arte che andarono ad assommarsi ai doni diplomatici del secolo precedente ed a coprire il furto di opere perpetrato dalla Svezia a Praga con la Guerra dei Trent'anni.
Alcuni dipinti mantovani passarono da Praga attraverso la regina Cristina nella Collezione Orleans, mentre molte altre vennero acquistate da collezionisti francesi nella "Sale of the Late King's Goods" tenutasi a Londra nel 1650, e poi giunsero al Palais-Royal. Ad esempio, una Infanzia di Giove di Giulio Romano, comprata dalla collezione dei Gonzaga di Mantova, lasciò in seguito la collezione di Carlo I per la Francia e passò alla Collezione Orleans dove poi venne venduta nuovamente e poté fare ritorno in Inghilterra, alla National Gallery, nel 1859.
Altri dipinti della medesima serie vennero recuperate dalla Royal Collection nel 1660; Carlo II fu in grado di esercitare la sua pressione su gran parte dei collezionisti inglesi che avevano acquistato opere un tempo nella collezione di suo padre, ma quelle ormai espatriate erano andate disperse. Una delle opere di Rubens nella collezione di Carlo I, un Paesaggio con San Giorgio e il Dragone (del 1630 - San Giorgio ha le fattezze di Carlo e la principessa salvata quelle della regina consorte inglese), passò attraverso la collezione dei duchi di Richelieu a quella del Palais-Royal e poi a Londra, venendo poi riportata nella Royal Collection da Giorgio IV nel 1814.
Un altro dipinto commissionato da Carlo I, il Ritrovamento di Mosé di Gentileschi, dipinto per la Queen's House di Greenwich, venne restituito alla vedova di Carlo, Enrichetta Maria, in Francia nel 1660. Cinquant'anni dopo entrò nella Collezione Orleans attribuito però a Velázquez, tornando in seguito in Inghilterra al castello Howard. Dal 1995 si trova alla National Gallery. La prima moglie del padre di Filippo, Enrichetta Anna Stuart, era figlia di Carlo I e la sua piccola ma raffinata collezione venne in gran parte restituita al fratello Carlo II. Alla sua morte venne lasciata a Filippo.

## La dispersione a Londra

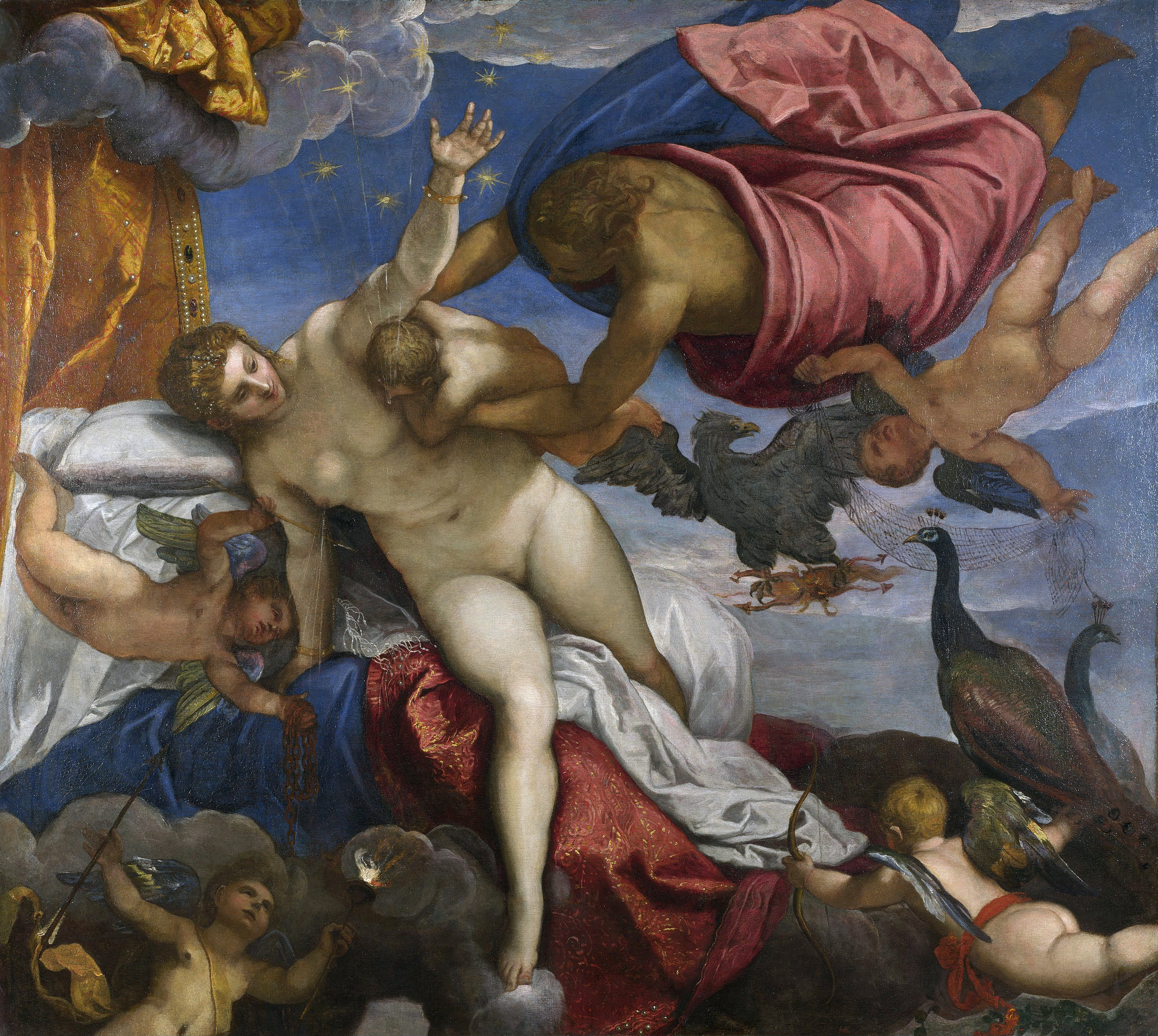
L'Origine della Via Lattea del Tintoretto, comprato per 50 ghinee nel 1800. Questo quadro era appartenuto all'Imperatore Rodolfo ma non alla regina Cristina, raggiungendo poi la collezione Orleans attraverso il marchese di Seignelay.

Nel 1787 Luigi Filippo d'Orléans, pronipote del reggente di Luigi XV, le cui notevoli entrate erano state pesantemente dilapidate, aveva venduto la sua altrettanto famosa collezione di cammei a Caterina la Grande, zarina di Russia, e nel 1788 era in serie trattative con James Christie, fondatore della casa d'aste Christie's di Londra, per la vendita dei suoi dipinti. Christie cercò di organizzare una cordata di collezionisti per raggiungere la cifra di 100.000 ghinee presso la Banca d'Inghilterra, ma quando il principe di Galles sottoscrisse a suo nome 7000 ghinee ed i suoi fratelli i duchi di York e di Clarence 5000 ghinee ciascuno, nessun altro si trovò disposto ad investire pesanti somme in arte. Secondo l'opinione dello studioso Dawson Turner questa mancata partecipazione fu proprio dovuta alla presenza dei reali inglesi in gioco.
Nel 1792 Philippe Égalité, fallita la proposta inglese, vendette impulsivamente l'intera sua collezione en bloc ad un banchiere di Bruxelles, Édouard Walkiers, che immediatamente la vendette ricavandone grande profitto a suo cugino, il conoscitore illuminista conte Jean-Joseph de Laborde de Méréville, al punto che questi dovette aggiungere una galleria apposita nel suo hôtel in rue d'Artois per accogliere l'enorme collezione. Posto in rovina dagli eventi della rivoluzione, quest'ultimo vendette a sua volta la collezione ancora una volta.
147 dipinti tedeschi, olandesi e fiamminghi vennero venduti dall'Orléans a Thomas Moore Slade, un intermediario inglese, in associazione con due banchieri di Londra ed il VII lord Kinnaird, per 350.000 livres nel 1792, riportati a Londra per essere venduti. Vi furono proteste da parte di artisti e pubblico francesi, nonché dei creditori del duca, e Slade trovò più prudente dire che i dipinti sarebbero stati portati a Calais come prima tappa, ma in realtà col favore della notte li trasportò via Senna a Le Hague. Questi dipinti vennero venduti all'asta a Londra presso West End nell'aprile del 1793 al 125 Pall Mall, dove l'ammissione a 1 scellino a testa fece guadagnare già 2000 scellini al giorno ed i dipinti vennero dispersi tra vari collezionisti.
Philippe Égalité, come si faceva ormai chiamare, venne arrestato nell'aprile del 1793 e venne ghigliottinato il 6 novembre successivo assieme al padre del conte di Laborde-Méréville e pertanto egli si promise di scappare dalla Francia portando con sé la sua collezione a Londra già all'inizio del 1793.
I dipinti francesi e italiani rimasero cinque anni a Londra con Laborde-Méréville e furono soggetti a complicate manovre finanziarie, incluso un fallito tentativo supportato da re Giorgio III e dal primo ministro William Pitt il giovane di acquistare le opere per la nazione. Le opere vennero infine acquistate nel 1798 da una cordata composta dal magnate del carbone Francis Egerton, III duca di Bridgewater, dal suo nipote ed erede, conte Gower, poi I Duca di Sutherland, e da il conte di Carlisle. Gower conosceva bene la collezione per il periodo trascorso a Parigi come ambasciatore inglese, contribuì all'acquisto di 1/8 della collezione per 43.500 sterline, Carlisle 1/4, e Bridgewater i restanti 5/8.

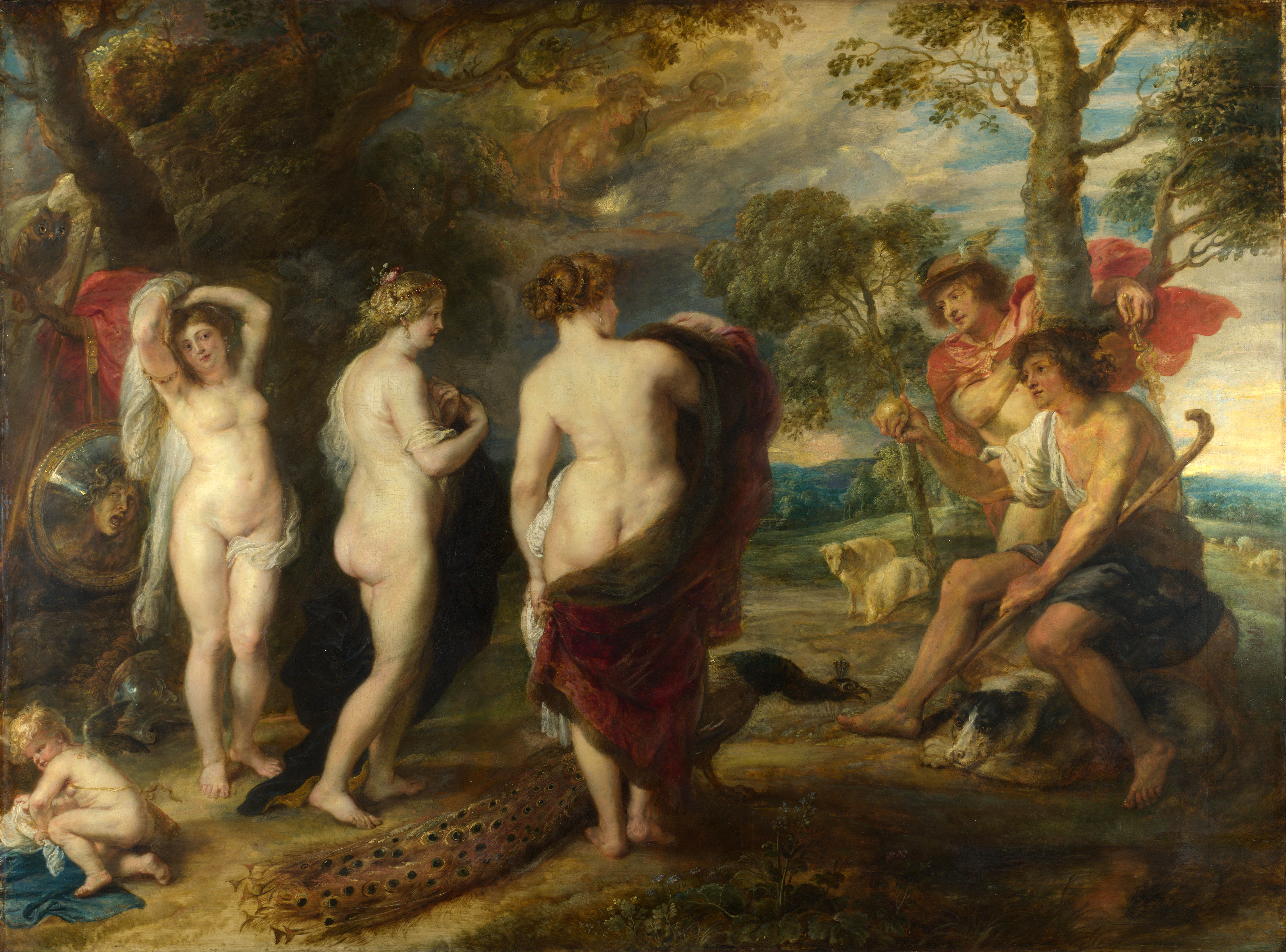
Rubens' Il Giudizio di Paride, parte della collezione di Filippo in Francia.

I dipinti rimasero in esposizione per sette mesi nel 1798, nella speranza di venderle almeno in parte, nella Galleria Bryan a Pall Mall, con le tele più grosse esposte al Lyceum di Strand. Vedendo per la prima volta la collezione, William Hazlitt scrisse: "Ero completamente attonito una volta viste le opere ... Nuove sensazioni mi invasero, un nuovo paradiso e una nuova Terra mi si aprirono." Nel 1798, nel 1800 e nel 1802 vi furono delle aste dei dipinti non venduti tramite diverse gallerie, generalmente a prezzi più bassi delle prime presentazioni, ma ancora 94 dei 305 dipinti rimanevano alla cordata di collezionisti. Il Castello degli Howard, abitazione dei conti di Carlisle, mantenne quindici opere, oggi in gran parte ridotte a causa di vendite, donazioni e un incendio, mentre il gruppo Bridgewater/Sutherland è rimasto in gran parte intatto.

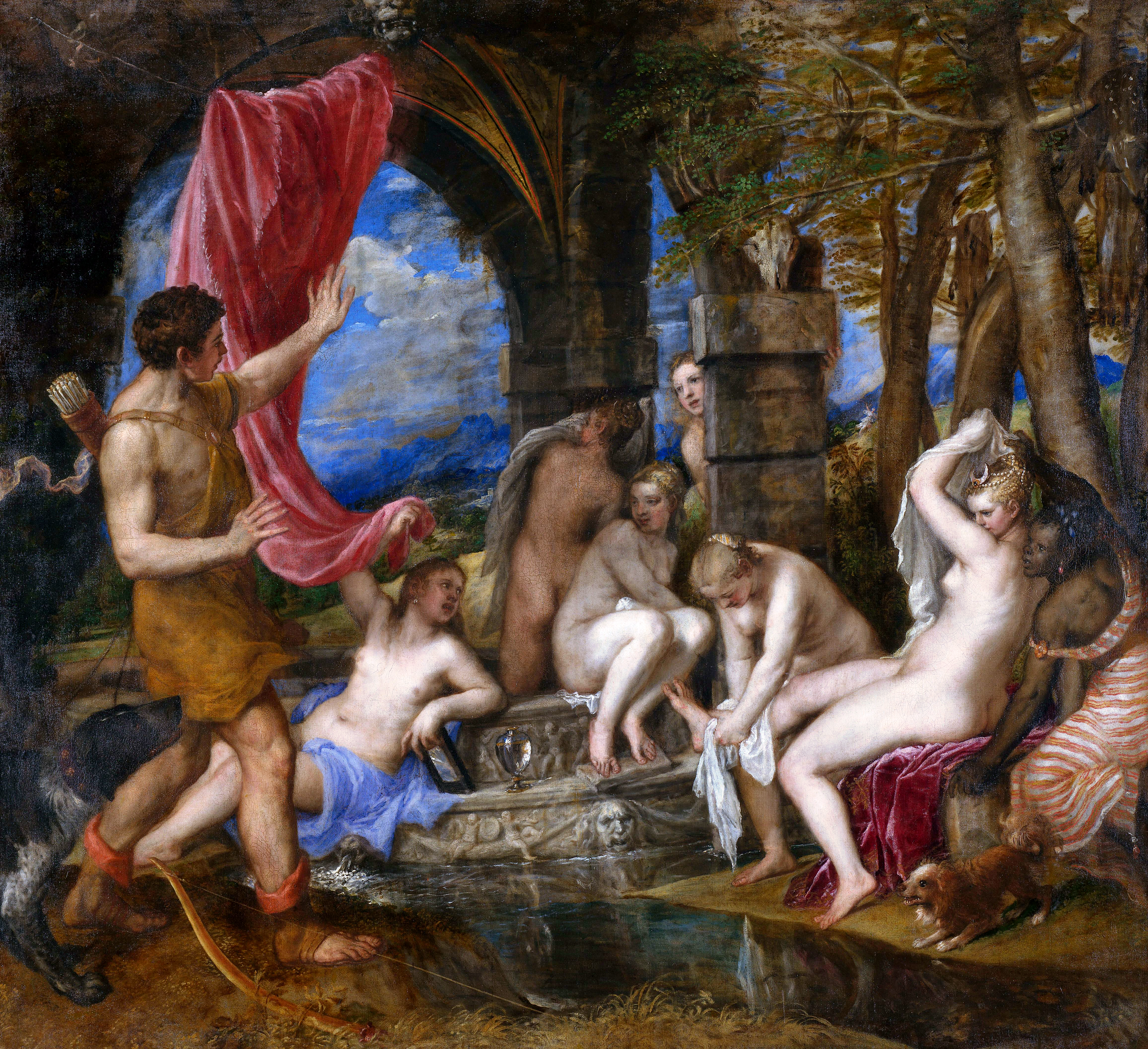
Diana e Atteone di Tiziano, 1557-59, parte del Lascito Sutherland venduto allo stato inglese nel 2009 (vedi poi)

Il mercato londinese in quegli anni era sobbissato da altre collezioni provenienti dalla Francia, ed ancor più a causa dell'invasione dei francesi dei Paesi Bassi e dell'Italia e dal 1802 di Roma stessa. Come spesso accadeva ai vecchi collezionisti, la tendenza dell'epoca era quella di vendere il tutto in blocco: i due "Michelangelo" vennero venduti per 90 e 52 ghinee rispettivamente. Molti Tiziano vennero venduti, ma molte opere del barocco bolognese vennero trattenute oltre ai Raffaello. L'unico Watteau venne venduto per sole 11 ghinee, mentre i soli 33 Carraccio vennero valutati 4000 sterline, mentre ancora opere attribuite a Giovanni Bellini ed a Caravaggio rimasero invendute. L'attuale collocazione di molte di queste opere ad oggi non può essere rintracciata con precisione, anche perché molte di queste opere sono in realtà state assegnate poi a artisti minori o copisti. Spesso le opere vennero letteralmente svendute come nel caso estremo di un Ludovico Carracci valutato 60 ghinee nel 1798 che venne venduto dal duca di Sutherland nel 1913 per sole due ghinee.
Un esempio di un'opera oggi nota solo in replica (nella Galleria Borghese a Roma) e studi Enea e la sua famiglia abbandonano Troia, unica opera mitologica di Federico Barocci. La prima versione dell'opera venne donata nel 1586 da Francesco Maria II della Rovere, ultimo duca di Urbino, a Rodolfo II e venne in seguito saccheggiata dagli svedesi. Essa venne riportata a Roma dalla regina Cristina e da qui passò poi nella collezione Orleans e poi venduta per 14 ghinee nel 1800, data dalla quale nulla si seppe più dell'opera. La versione romana venne dipinta nel 1598, presumibilmente per il cardinale Scipione Borghese.
I dipinti della collezione come si è detto vennero perlopiù acquistati da grandi e ricchi collezionisti inglesi tra cui spiccavano sicuramente Thomas Hope, banchiere olandese (di lontana estrazione scozzese) giunto a Londra durante le Guerre Napoleoniche, che col fratello (proprietario del famoso Diamante Hope) acquistò due grandi allegorie del Veronese oggi nella collezione Frick, ed opere di Michelangelo, Velázquez e Tiziano, John Julius Angerstein, un banchiere russo-tedesco la cui collezione divenne poi la base della National Gallery, il conte di Darnley, il conte di Harewood, che comprò La Morte di Atteone di Tiziano ed il conte FitzWilliam, la cui collezione fu alla base della fondazione Fitzwilliam Museum.
Sulla base di un'analisi compiuta da Gerard Reitlinger gran parte dei compratori (di opere italiane e francesi) si dividono come segue:
- Nobiltà - 12, inclusi i consociati
- Mercanti - 10, tra cui 4 membri del parlamento e 3 cavalieri; secondo Reitlinger in gran parte furono degli speculatori, cioè comprarono per rivendere dopo alcuni anni
- Intermediari - 6, tra cui Bryan, che gestì i consociati della nobiltà
- Banchieri - Hope e Angerstein (entrambi stranieri)
- Pittori - 4: Walton, Udney, Cosway e Skipp
- Collezionisti - 6, tra cui William Beckford ed il critico Samuel Rogers.[61]

Gran parte delle informazioni relative alle vendite ci pervengono dall'opera Memoirs of Painting, with a Chronological History of the Importation of Pictures of Great Masters into England by the Great Artists since the French Revolution, di William Buchanan, pubblicata nel 1824, in un volume di 200 pagine interamente dedicato alla vendita della Collezione Orleans dove vengono indicati i lavori, i prezzi relativi e gli acquirenti. Buchanan venne personalmente coinvolto nell'importazione delle opere dal 1802 in poi e perciò venne personalmente informato delle vendite e degli acquisti.

## Collezione Bridgewater

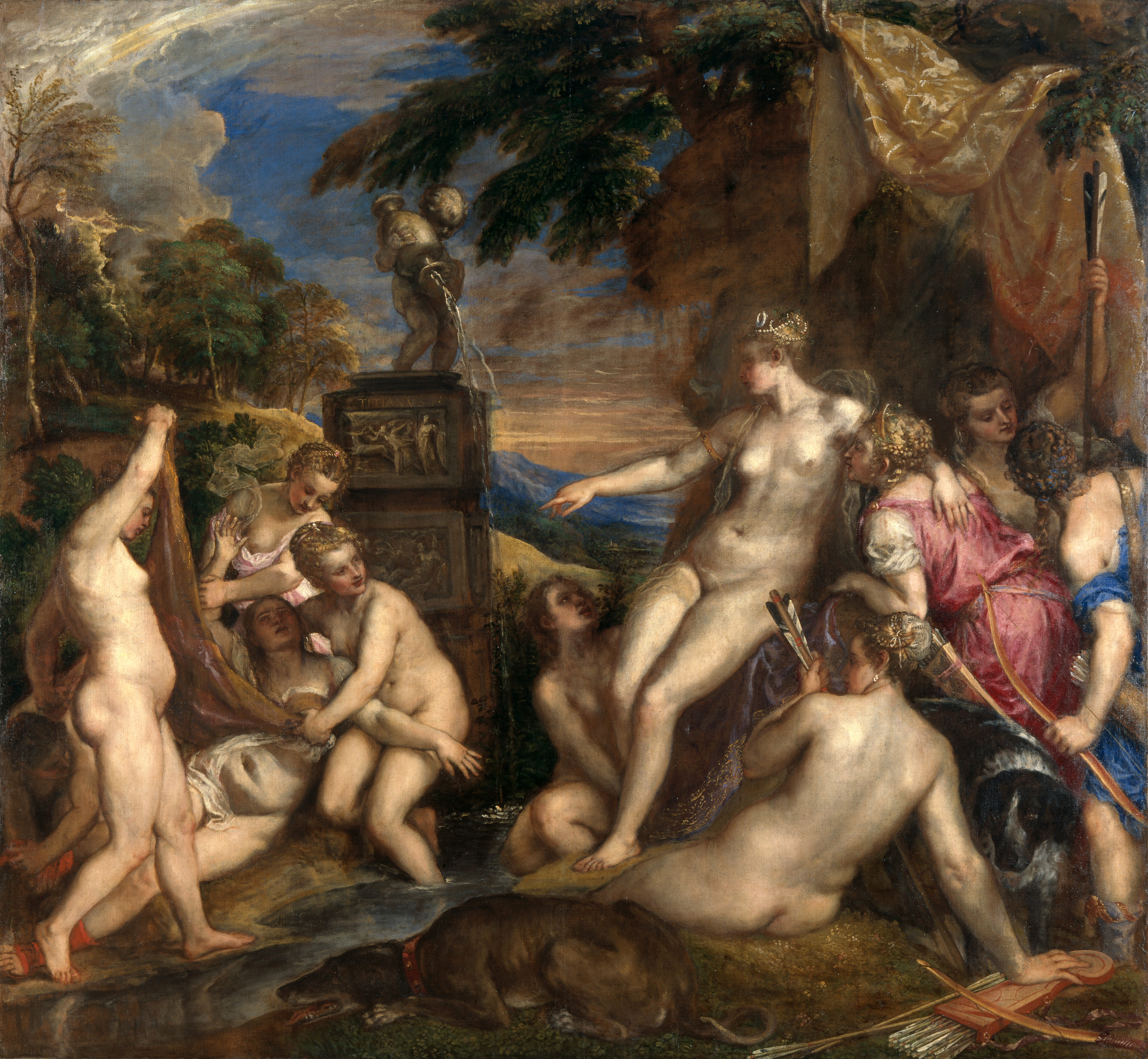
Diana e Callisto del Tiziano, per lungo tempo parte della Collezione Sutherland poi alla National Gallery of Scotland, ed in proprieta' congiunta colla National Gallery di Londra.

Alla morte di Bridgewater dopo appena cinque anni dagli acquisti, la sua collezione passò a lord Gower, che la unì ai propri dipinti e li espose al pubblico a Bridgewater House, Westminster. La collezione conteneva più di 300 dipinti in totale di cui 50 provenienti dalla Collezione Orleans, e divenne nota come "Stafford Gallery" a Cleveland House sino alla ricostruzione della casa come Bridgewater House nel 1854, data da cui prese il nome di "Bridgewater Gallery". La galleria venne ufficialmente aperta al pubblico dal 1803 con una cadenza continua ogni giovedì pomeriggio durante il periodo estivo con un "biglietto" d'ingresso o gratuitamente per gli artisti raccomandati debitamente dalla Royal Academy. I dipinti di Angerstein vennero disposti in maniera simile nella sua casa al Pall Mall, che dal 1824 divenne la prima sede ufficiale della National Gallery.
Allo scoppio della Seconda guerra mondiale nel settembre del 1939, la collezione venne spostata da Londra in Scozia. Al 1946, 26 dipinti, sedici della Collezione Orleans, noti collettivamente come il "Lascito Bridgewater" o "Lascito Sutherland" vennero esposti in prestito permanente alla National Gallery of Scotland di Edimburgo, che negli anni è riuscita ad acquistare dai proprietari, i Duchi di Sutherland, alcune opere, come ad esempio, nel 2003, la Venere Anadyomene del Tiziano.
La collezione è passata per eredità al VII duca di Sutherland, ma alla fine di agosto del 2008 il duca ha annunciato la volontà di vendere alcuni pezzi della sua collezione. Dapprima offrì in vendita Diana e Callisto e Diana e Atteone, due opere di Tiziano per 100 milioni di sterline (un terzo del prezzo stimato ottenibile in un'asta pubblica). La National Gallery of Scotland e la National Gallery di Londra annunciarono che avrebbero combinato le forze per raccogliere la somma richiesta, inizialmente acquistando nel 2009 per 50 milioni di sterline Diana e Atteone da pagare in tre anni e nel 2013 offrirono la restante cifra per Diana e Callisto. La campagna ottenne il supporto della stampa, anche se venne in parte criticata per i motivi che spingevano il duca a vendere le opere (in particolare da John Tusa e Nigel Carrington dell'University of the Arts)

## Opere rilevanti nella collezione

### Tiziano
- Tre età dell'uomo
- Diana e Callisto
- Diana e Atteone
- La Morte di Atteone
- Venere Anadiomene
- Venere e Adone
- Ratto di Europa

### Altri artisti
- Resurrezione di Lazzaro, di Sebastiano del Piombo
- Giove e Io e Danae del Correggio
- Origine della Via Lattea, del Tintoretto
- Il Mulino, di Rembrandt
- Allegoria della Virtù e del Vizio, Allegoria della Saggezza e della Forza, Venere e Marte di Paolo Veronese

## Attuali collocazioni delle opere
- National Gallery, Londra - 25 opere.
- National Gallery of Scotland - 16 opere.
- Wallace Collection, London - 6 opere[73]
- Metropolitan Museum, New York - 3 opere tra cui il pannello della predella di Raffaello,[74] un'opera di Philippe de Champaigne,[75] ed un Veronese[76]
- National Gallery of Art, Washington - 4 opere di:[77] Rembrandt, Ludovico Carracci, Sébastien Bourdon e Jan Cossiers.
- Frick Collection, New York - 2 Veroneses, 2 ritratti di Frans Snyders e sua moglie di van Dyck

Altre opere un tempo nella collezione si trovano a Berlino, Vienna, Dresda, Malibu, Parigi, Roma, Boston (Tiziano Ratto di Europa), Tokyo, Kansas City, ed altre città del mondo.